# Rượu vang Abkhazia

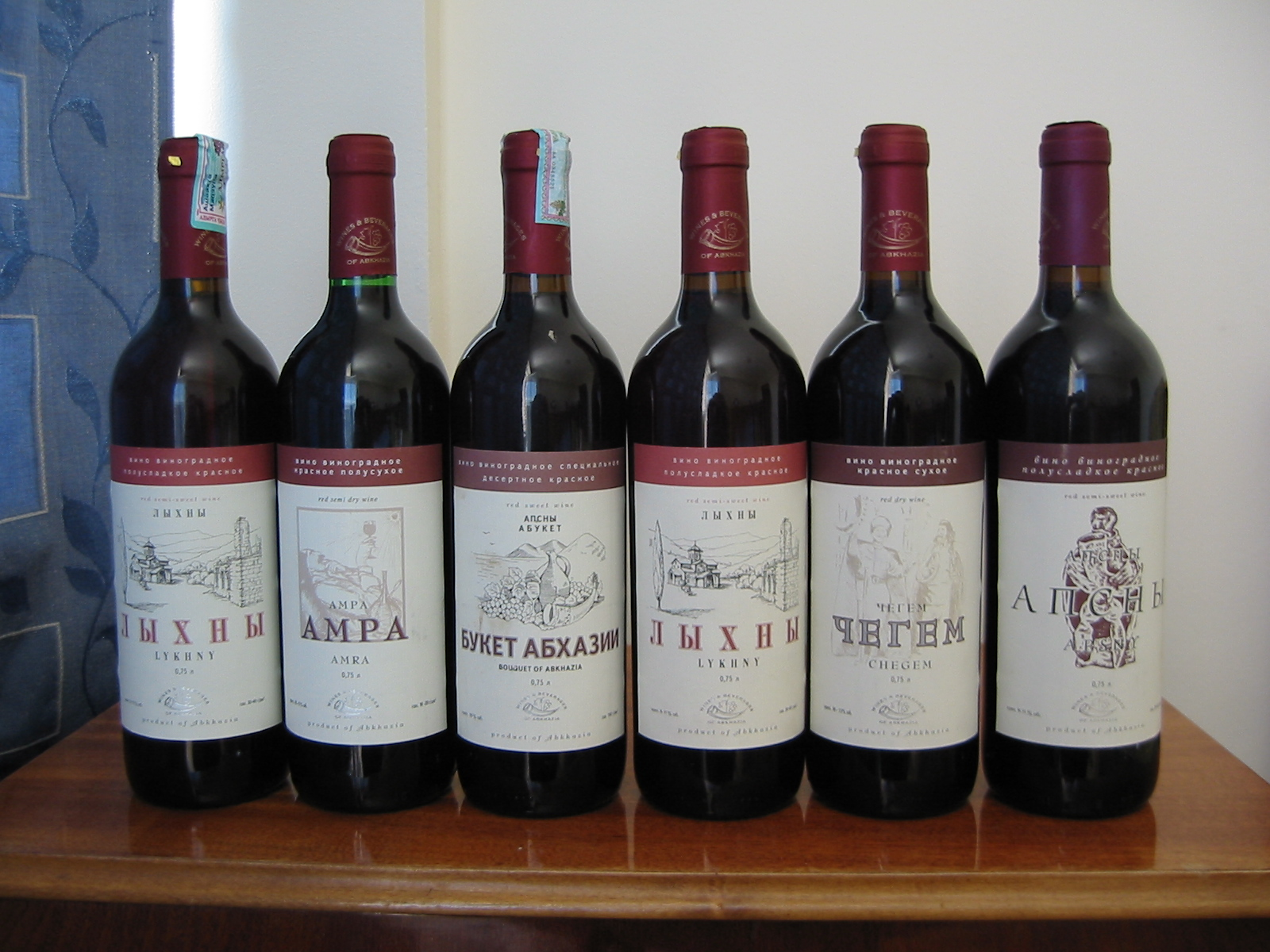
Rượu vang Abkhazia

Abkhazia là một vùng văn hóa thuộc Ngoại Kavkaz. Nơi đây có một lịch sử lâu dài trong việc sản xuất rượu vang. Hầu hết rượu vang được sản xuất được tiêu thụ tại nội địa hoặc xuất khẩu sang Nga.

## Biến thể
Các loại rượu vang Abkhazia bao gồm:

### Trắng
- Anakopia là một loại rượu vang trắng bán khô được làm từ giống nho Tsolikauri được trồng nhiều tại Sukhumi và quận Gudauta ở Abkhazia. Màu sắc của rượu giao động từ từ sáng màu đến rơm tối. Loại rượu này có mùi thơm đặc trưng và hương vị tươi mát tinh tế. Nồng độ cồn trong rượu thành phẩm là 9-11%, hàm lượng đường là 1-2 g/100 mL, độ axit chuẩn là 5-8 g/L. Loại rượu vang này đã được sản xuất từ năm 1978.

### Đỏ
- Apsny là một loại rượu vang đỏ bán ngọt tự nhiên được sản xuất từ các giống nho đỏ được trồng ở Abkhazia. Loại rượu này có màu lựu cùng mùi thơm dễ chịu, hương vị nồng đượm và hài hòa với vị ngọt nhẹ nhàng. Rượu vang thành phẩm có độ cồn khoảng 9-10%, 3-5% đường và độ axít chuẩn là 5-7%.
- Lykhny là một loại rượu vang đỏ bán ngọt tự nhiên được làm từ giống nho Izabela được trồng ở Abkhazia. Rượu có màu đỏ, mùi thơm đặc trưng và hương vị hài hòa tươi mát. Rượu chứa khoảng 10% cồn, 3-5% đường và có độ axit chuẩn là 5-7%. Tại các hội chợ triển lãm quốc tế, Lykhny đã được trao một huy chương bạc và một huy chương đồng.